# Senčilo za oči
Senčilo za veke je kozmetika, ki se nanese na veke in pod obrvi. To se običajno uporablja za to, da bi uporabnikove oči izstopale ali pa, da bi bile videti bolj privlačne.
Senčilo za oči doda globino in razsežnost  oči, dopolnjuje barvo oči, ali pa preprosto opozarja na oči. Senčila za veke so na voljo v različnih barvah in teksturah. Običajno so narejena iz prahu prav tako pa jih  je možno  najti tudi v tekoči, svinčnik, ali mousse obliki.

## Uporaba
Civilizacije po vsem svetu uporabljajo senčila za oči - predvsem ga uporabljajo ženske, občasno pa jih tudi lahko zasledimo na moških. V zahodni družbi, je to kot ženski kozmetični dodatek, tudi če jih uporabljajo moški. V povprečju je razdalja med trepalnicami in obrvmi, dvakrat večja pri ženskah kot pri moških. Tako bledo senčilo  oči vizualno poveča.
Veliko ljudi uporablja senčilo za veke samo za izboljšanje njihovega videza, vendar pa se tudi pogosto uporablja v gledališču in pri drugih igrah, tako ustvarijo nepozaben videz, s svetlo ali celo smešno barvo. Glede na ten kože , učinek senčila za veke po navadi prinaša glamur in obilo pozornosti. Z uporabo senčil nekatere ženske poskušajo prikriti naravne nasprotujoče pigmentacije na vekah. 
Senčilo za veke se lahko uporablja na različne načine, odvisno od želenega videza in oblikovanja. Po navadi se nanese s pomočjo prstov ali ščetke. Najpomembnejši vidik uporabe senčil za oči in ličil na splošno,je dobro mešanje.
Za odstranitev senčila za veke, lahko uporabite odstranjevalec ličil za oči, čeprav s temeljitim spiranjem z vodo odstranite vse sledi. Na splošno je senčila enostavno odstraniti, z vodo in milom . Senčila za veke, eyeliner, maskaro  lahko odstranite tudi z otroškim oljem. Obstajajo tudi vlažilni robčki za odstranjevanje ličil, ki jih prav tako  lahko uporabljamo. Za primer lahko vzamemo Neutrogena robčke za obraz.

## Zgodovina senčila za veke
Kozmetični izdelki se uporabljajo tako dolgo, kot obstajajo ljudje, da jih lahko uporabljajo. Poslikava obraza je omenjena v Stari zavezi (Ezekiel 23:40) in senčilo za oči je bilo uporabljeno v egiptovskih pokopih iz leta10.000 pred našim štetjem.  Beseda "cosmetae" je bila prvič uporabljena za opis rimskih sužnjev, katerih dolžnost je bila, da kopajo moške in ženske v parfumu.
Grčija
V Grčiji so imeli draga olja, parfume, kozmetične praške, senčila za oči, glose za kožo in barve za lase, ki so bila za univerzalno uporabo. Izvoz in prodaja teh izdelkov sta bili pomemben del trgovine po vsem Sredozemlju. Med 7. in 8. stoletjem pred našim štetjem, so grški trgovci obvladovali trge v parfumskih bučkah in kozmetičnih zabojnikih. V te posode so bili vključeni aryballoi, alabastri, pyxides in druge manjše specializirane oblike.
Rim
Moški in ženske na bližnjem vzhodu so si mazali svoje obraze s kohlom tako kot Egipčani. Namen tega je bila zaščita pred zlo usodo ("evil eye"). Rimljani so bili brez sramu hedonistični; egiptovska olja za svete namene so uporabljali kot erotično olje.

## Sestavine
Skupne sestavine senčil za veke so: smukec, sericite, magnezijev stearat, barvila in konzervansi. Polnilo v senčilu za oči je predvsem smukec.Tekoča veziva so po navadi iz silikona in suho vezivo je po navadi magnezijev stearat. Za pripravo senčila za veke je  potrebno ravnotežje med polnili, suhimi  in tekočimi vezivi. ugotovljena idealna kombinacija za senčilo za veke, da se lahko uporablja je 700-900psi.